# الإنترنت في الإمارات العربية المتحدة
يعود تاريخ الإنترنت في الإمارات العربية المتحدة إلى عام 1995 م، حين بدأت شركة اتصالات بتقديم الخدمة للعوام. .إمارات و.ae هما اسما نطاق الإنترنت للإمارات.
إلى جانب حجب الإمارات للمواقع الإباحية والنطاقات العليا المخصصة لذلك مثل .xxx، يقع ضمن التعريف الفضفاض للمحتوى المحظور التصيد والفيروسات والبرامج الخبيثة، وانتهاك الخصوصية والتمييز والتشهير والتكفير، والإتجار بالسلع والخدمات الممنوعة كما تقع ضمن ذلك التعريف المحتوى المضر بهيبة الدولة أو حُكامها، أو المحتوى المروج للدخول لدين غير الإسلام ويضمّن في ذلك الإلحاد واللادينية، كما يُحظر المحتوى الذي يتيح للمستخدمين أو يساعدهم على النفاذ والوصول إلى المحتوى المحجوب مثل الشبكات الخاصة الإفتراضية (VPN) وخدمات الوكالة (Proxy). كما تحجب الإمارات برامج الإتصال الصوتي للأفراد، مثل فايبر وواتساب وسكايب كتعزيز للموقف المالي لشركات الاتصالات في الإمارات بحيث تحتكر شركات الاتصالات خدمة الاتصالات الصوتية عبر شبكات الهاتف والمحمول التقليدية.
وقد أصدرت الدولة قانونا جديدا «يعاقب كل من استعمل الشبكة المعلوماتية أو إحدى وسائل تقنية المعلومات بقصد السخرية أو الإضرار بالدولة وأمنها أو يدعو إلى قلب أو تغيير نظام الحكم في الدولة أو الاستيلاء عليه أو إلى تعطيل القوانين والدعوة لتظاهرات ومسيرات بدون ترخيص من السلطة المختصة».
بالرغم من حكومة الإمارات كانت الأولى عالميا في شراء العتاد والمعدات للتقنيات المتقدمة لعام 2016، والرابعة من حيث «الجودة العامة» للبنية التحتية بشكل عام، إلا أن المؤشرات في 2017 أظهرت أن الإمارات قد تراجعت بنسبة 20% بسرعة الإنترنت مقارنة ببلدان الشرق الأوسط وشمال افريقيا، وانخفاض بنسبة 44% بمعدلات تبني سرعات تفوق ال10 ميجابايت\ثانية.
وفي عام 2023 بلغت سرعة التحميل على الهواتف الذكية  161.15 ميجا بت/ثانية، بزيادة سنوية في السرعة بلغت 2.3%،وسرعة التحميل في الإنترنت الثابت  207.41 ميجا بت/ثانية، مع نسبة زيادة ملحوظة في السرعة بلغت 80.1%،